# Íbis-branco-australiano
O íbis-branco-australiano (Threskiornis molucca) é uma espécie de ave ciconiformes pertencente à família Threskiornithidae. Pode ser encontrado por toda a Austrália. Tem plumagem predominantemente branca, com uma cabeça preta pelada, bico longo e curvado para baixo, e pernas pretas. De certa forma são primos do Urubu brasileiro.
Historicamente raro em áreas urbanas, o íbis-branco-australiano tem emigrado para áreas urbanas da costa leste da Austrália desde a década de 1970; é agora comumente visto em Wollongong, Sydney, Gold Coast, Brisbane e Townsville.